# Alfa plam Vranje
Alfa plam Vranje (code BELEX : ALFA) est une entreprise serbe qui a son siège social à Vranje. Elle travaille dans le secteur de la fabrication et est spécialisée dans les appareils de chauffage. Elle entre dans la composition du BELEX15 et du BELEXline, les deux indices principaux de la Bourse de Belgrade,.

## Histoire
En 1948, une première entreprise a été créée sous le nom de Metalac, suivie, en 1963, d'une autre usine appelée Alfa. En 1980, les deux sociétés ont fusionné sous le nom de Alfa-Metalac, ensemble qui prit le nom de Alfa plam en 1989.
Alfa plam Vranje a été admise au libre marché de la Bourse de Belgrade le 5 novembre 2004.

## Activités
La société Alfa plam Vranje est spécialisée dans la production d'appareils de chauffage : fourneaux, cuisinières, cheminées, plaques chauffantes et fours. Elle produit également des carburants, sous forme solide liquide ou gazeuse. La majorité de sa production est vendue sur les marchés extérieurs, au Monténégro, en Bosnie-Herzégovine, en Macédoine, en Croatie, en Slovénie, en Bulgarie, en Albanie, en Allemagne, dans la République tchèque, en Slovaquie, en Estonie et en Italie.

## Données boursières
Le 11 juin 2014, l'action de Alfa plam Vranje valait 14 100 RSD (121,99 EUR). Elle a connu son cours le plus élevé, soit 41 900 RSD (362,46 EUR), le 16 février 2007 et son cours le plus bas, soit 4 417 RSD (38,21 EUR), le 16 septembre 2002.
Le capital de Alfa plam Vranje est détenu à hauteur de 77,48 % par des entités juridiques, dont 54,54 % par Amasis d.o.o..